# Piz dal Ras
Piz dal Ras är en bergstopp i Schweiz.   Den ligger i regionen Engiadina Bassa/Val Müstair och kantonen Graubünden, i den östra delen av landet, 200 km öster om huvudstaden Bern. Toppen på Piz dal Ras är 3 028 meter över havet, eller 265 meter över den omgivande terrängen. Bredden vid basen är 2,0 km.
Terrängen runt Piz dal Ras är bergig österut, men västerut är den kuperad. Närmaste större samhälle är Davos, 16,6 km väster om Piz dal Ras. 
Trakten runt Piz dal Ras består i huvudsak av gräsmarker. Runt Piz dal Ras är det mycket glesbefolkat, med 4 invånare per kvadratkilometer.